# Урданета Арбелаэс, Роберто
Робе́рто Урдане́та Арбела́эс (исп. Roberto Urdaneta Arbeláez; 27 июня 1890, Богота — 20 августа 1972, Богота) — президент Колумбии в 1951-53 годах. Член Колумбийской консервативной партии. Смещён в результате военного переворота.
Учился в Колумбии и Испании, получил степень доктора права в Национальном университете Колумбии в Боготе. Избирался в городской совет Боготы, ассамблею департамента Кундинамарка и Палату представителей Колумбии. В 1931-34 годах был министром иностранных дел, в 1935 году был назначен послом в Перу, в 1939 году — в Аргентину. В 1948-49 годах являлся постоянным представителем Колумбии при ООН, в правительстве консерватора Лауреано Гомеса Кастро в 1950-51 годах был министром обороны. После того, как Гомес Кастро перенёс сердечный приступ и снял с себя обязанности президента, Урданета был избран президентом депутатами Палаты представителей и Сената. Тем не менее, Гомес сохранил влияние на политику. На посту президента Урданета безуспешно пытался справиться с масштабными столкновениями в стране (Ла Виоленсия). В результате бескровного переворота 13 июня 1953 года, произошедшего во время политического кризиса, генерал Густаво Рохас Пинилья отстранил Урданету и взял власть в свои руки.
После смещения Урданета занимался преподаванием в вузах, а также писал статьи для крупных колумбийских изданий и издал несколько книг.